# Medina Warda Aulia
Medina Warda Aulia (ur. 7 lipca 1997) – indonezyjska szachistka, arcymistrzyni od 2013 roku.

## Kariera szachowa
Wielokrotnie reprezentowała Indonezję na mistrzostwach świata (najlepszy wynik: IV m. na mistrzostwach świata do 20 lat, Ateny 2012) i Azji juniorek w różnych kategoriach wiekowych. 
Normy na tytuł arcymistrzyni wypełniła w latach 2011 (w Singapurze, turniej Asean CC 2011 – I m.), 2012 (w Satce – II m. za Rustamem Chusnutdinowem, przed m.in. Rusłanem Szczerbakowem) oraz 2013 (w Kocaeli, mistrzostwa świata juniorek do 20 lat). W 2013 r. zajęła III m. (za Nguyễn Thị Thanh An i Bernadette Galas) w turnieju strefowym (eliminacji mistrzostw świata) w Tagaytayu.
Wielokrotnie reprezentowała Indonezję w turniejach drużynowych, m.in. dwukrotnie na olimpiadach szachowych (w latach 2010, 2012) oraz dwukrotnie na drużynowych mistrzostwach Azji (w latach 2009, 2012).
Najwyższy ranking w dotychczasowej karierze osiągnęła 1 sierpnia 2014 r., z wynikiem 2397 punktów zajmowała wówczas 69. miejsce na światowej liście FIDE, jednocześnie zajmując 1. miejsce wśród indonezyjskich szachistek.